# Ol'ga Zajceva (atleta)
Ol'ga Igorevna Zajceva (in russo Ольга Игоревна Зайцева?; 10 novembre 1984) è una velocista russa, specializzata nei 400 metri piani.

## Biografia
Ai Campionati europei di atletica leggera 2006 vinse l'oro nella Staffetta 4x400 insieme alle connazionali Svetlana Pospelova, Natalya Ivanova e Tatyana Veshkurova.

## Palmarès
| Anno | Manifestazione | Sede     | Evento         | Risultato  | Prestazione | Note |
| ---- | -------------- | -------- | -------------- | ---------- | ----------- | ---- |
| 2006 | Europei        | Göteborg | 400 m piani    | Bronzo     | 50"28       |      |
| 2006 | Europei        | Göteborg | 4×400 m        | Oro        | 3'25"12     |      |
| 2009 | Mondiali       | Berlino  | 200 m piani    | Semifinale | 23"19       |      |
| 2011 | Mondiali       | Taegu    | Salto in lungo | 13ª (q)    | 6,50 m      |      |

## Altre competizioni internazionali
2006
- Coppa Europa di atletica leggera ( Malaga)